# Gouvernement Gruevski III
Pour les articles homonymes, voir Gouvernement Gruevski.
République de Macédoine
Gruevski II Gruevski IV
Le gouvernement Gruevski III (en macédonien : Трета влада на Груевски) est le gouvernement de la république de Macédoine entre le 28 juillet 2011 et le 19 juin 2014, durant la septième législature de l'Assemblée.

## Coalition et historique
Dirigé par le président du gouvernement conservateur sortant Nikola Gruevski, au pouvoir depuis août 2006, ce gouvernement est constitué et soutenu par une coalition gouvernementale entre l'Organisation révolutionnaire macédonienne intérieure - Parti démocratique pour l'Unité nationale macédonienne (VMRO-DPMNE) et l'Union démocratique pour l'intégration (BDI/DUI). Ensemble, ils disposent de 71 députés sur 123, soit 57,7 % des sièges de l'Assemblée.
Il est formé à la suite des élections législatives anticipées du 5 juin 2011 et succède au gouvernement Gruevski II, constitué et soutenu par une coalition identique. À la suite d'une crise politique, déclenchée par des actions judiciaires à l'encontre de médias proches de l'opposition sociale-démocrate, le président du gouvernement a accepté la tenue d'élections anticipées d'un an. Lors de ce scrutin, la VMRO-DPMNE a fortement reculé, mais la bonne tenue de la BDI/DUI et le score modeste de l'opposition a permis la reconduction de l'alliance au pouvoir.
Le 1er mars 2014, après un conflit entre les deux composantes de la coalition au sujet de l'investiture d'un candidat commun à l'élection présidentielle des 13 et 27 avril suivants, Nikola Gruevski a accédé à la demande de ses alliés et convoqué des élections législatives anticipées le 27 avril. Au cours de cette élection, les deux forces de la coalition au pouvoir ont progressé jusqu'à atteindre 80 députés sur 123. Le 19 juin, il cède le pouvoir au gouvernement Gruevski IV, constitué d'une coalition similaire.

## Composition

### Initiale (28 juillet 2011)
| Portefeuille                                                               | Titulaire | Titulaire                  | Parti      |
| -------------------------------------------------------------------------- | --------- | -------------------------- | ---------- |
| Président du gouvernement                                                  |           | Nikola Gruevski            | VMRO-DPMNE |
| Vice-président du gouvernement Ministre des Finances                       |           | Zoran Stavreski            | VMRO-DPMNE |
| Vice-président du gouvernement Chargé de l'Application des accords d'Ohrid |           | Musa Xhaferi               | BDI/DUI    |
| Vice-président du gouvernement Chargé des Affaires économiques             |           | Vladimir Peshevski         | VMRO-DPMNE |
| Vice-président du gouvernement Chargé de l'Intégration européenne          |           | Teuta Arifi                | BDI/DUI    |
| Ministre des Affaires étrangères                                           |           | Nikola Poposki             | VMRO-DPMNE |
| Ministre de la Défense                                                     |           | Fatmir Besimi              | BDI/DUI    |
| Ministre de l'Intérieur                                                    |           | Gordana Jankulovska        | VMRO-DPMNE |
| Ministre de la Justice                                                     |           | Blerim Bexheti             | BDI/DUI    |
| Ministre des Transports et des Communications                              |           | Mile Janakieski            | VMRO-DPMNE |
| Ministre de l'Économie                                                     |           | Valon Saraqini             | BDI/DUI    |
| Ministre de l'Agriculture, des Forêts et des Eaux                          |           | Ljupčo Dimovski            | SPM        |
| Ministre de la Santé                                                       |           | Nikola Todorov             | VMRO-DPMNE |
| Ministre de l'Éducation et de la Science                                   |           | Pance Kralev               | VMRO-DPMNE |
| Ministre de la Société de l'information et de l'Administration             |           | Ivo Ivanovski              | VMRO-DPMNE |
| Ministre des Affaires locales                                              |           | Nevzat Bejta               | BDI/DUI    |
| Ministre de la Culture                                                     |           | Elizabeta Kačevska Mileska | VMRO-DPMNE |
| Ministre du Travail et de la Politique sociale                             |           | Spiro Ristovski            | VMRO-DPMNE |
| Ministre de l'Environnement et de l'Aménagement du territoire              |           | Abdilaqim Ademi            | BDI/DUI    |

### Remaniement du 18 février 2013
- Les nouveaux ministres sont indiqués en gras, ceux ayant changé d'attributions en italique.

| Portefeuille                                                               | Titulaire | Titulaire                  | Parti      |
| -------------------------------------------------------------------------- | --------- | -------------------------- | ---------- |
| Président du gouvernement                                                  |           | Nikola Gruevski            | VMRO-DPMNE |
| Vice-président du gouvernement Ministre des Finances                       |           | Zoran Stavreski            | VMRO-DPMNE |
| Vice-président du gouvernement Chargé de l'Application des accords d'Ohrid |           | Musa Xhaferi               | BDI/DUI    |
| Vice-président du gouvernement Chargé des Affaires économiques             |           | Vladimir Peshevski         | VMRO-DPMNE |
| Vice-président du gouvernement Chargé de l'Intégration européenne          |           | Fatmir Besimi              | BDI/DUI    |
| Ministre des Affaires étrangères                                           |           | Nikola Poposki             | VMRO-DPMNE |
| Ministre de la Défense                                                     |           | Talat Xhaferi              | BDI/DUI    |
| Ministre de l'Intérieur                                                    |           | Gordana Jankulovska        | VMRO-DPMNE |
| Ministre de la Justice                                                     |           | Blerim Bexheti             | BDI/DUI    |
| Ministre des Transports et des Communications                              |           | Mile Janakieski            | VMRO-DPMNE |
| Ministre de l'Économie                                                     |           | Valon Saraqini             | BDI/DUI    |
| Ministre de l'Agriculture, des Forêts et des Eaux                          |           | Ljupčo Dimovski            | SPM        |
| Ministre de la Santé                                                       |           | Nikola Todorov             | VMRO-DPMNE |
| Ministre de l'Éducation et de la Science                                   |           | Pance Kralev               | VMRO-DPMNE |
| Ministre de la Société de l'information et de l'Administration             |           | Ivo Ivanovski              | VMRO-DPMNE |
| Ministre des Affaires locales                                              |           | Tahir Hani                 | BDI/DUI    |
| Ministre de la Culture                                                     |           | Elizabeta Kačevska Mileska | VMRO-DPMNE |
| Ministre du Travail et de la Politique sociale                             |           | Spiro Ristovski            | VMRO-DPMNE |
| Ministre de l'Environnement et de l'Aménagement du territoire              |           | Abdilaqim Ademi            | BDI/DUI    |

### Remaniement du 29 mai 2013
- Les nouveaux ministres sont indiqués en gras, ceux ayant changé d'attributions en italique.

| Portefeuille                                                               | Titulaire | Titulaire                  | Parti      |
| -------------------------------------------------------------------------- | --------- | -------------------------- | ---------- |
| Président du gouvernement                                                  |           | Nikola Gruevski            | VMRO-DPMNE |
| Vice-président du gouvernement Ministre des Finances                       |           | Zoran Stavreski            | VMRO-DPMNE |
| Vice-président du gouvernement Chargé de l'Application des accords d'Ohrid |           | Musa Xhaferi               | BDI/DUI    |
| Vice-président du gouvernement Chargé des Affaires économiques             |           | Vladimir Peshevski         | VMRO-DPMNE |
| Vice-président du gouvernement Chargé de l'Intégration européenne          |           | Fatmir Besimi              | BDI/DUI    |
| Ministre des Affaires étrangères                                           |           | Nikola Poposki             | VMRO-DPMNE |
| Ministre de la Défense                                                     |           | Talat Xhaferi              | BDI/DUI    |
| Ministre de l'Intérieur                                                    |           | Gordana Jankulovska        | VMRO-DPMNE |
| Ministre de la Justice                                                     |           | Blerim Bexheti             | BDI/DUI    |
| Ministre des Transports et des Communications                              |           | Mile Janakieski            | VMRO-DPMNE |
| Ministre de l'Économie                                                     |           | Valon Saraqini             | BDI/DUI    |
| Ministre de l'Agriculture, des Forêts et des Eaux                          |           | Ljupčo Dimovski            | SPM        |
| Ministre de la Santé                                                       |           | Nikola Todorov             | VMRO-DPMNE |
| Ministre de l'Éducation et de la Science                                   |           | Spiro Ristovski            | VMRO-DPMNE |
| Ministre de la Société de l'information et de l'Administration             |           | Ivo Ivanovski              | VMRO-DPMNE |
| Ministre des Affaires locales                                              |           | Tahir Hani                 | BDI/DUI    |
| Ministre de la Culture                                                     |           | Elizabeta Kačevska Mileska | VMRO-DPMNE |
| Ministre du Travail et de la Politique sociale                             |           | Dime Spassov               | VMRO-DPMNE |
| Ministre de l'Environnement et de l'Aménagement du territoire              |           | Abdilaqim Ademi            | BDI/DUI    |